# Kvarnselet (Piteå socken, Norrbotten)
Kvarnselet är en sjö i Piteå kommun i Norrbotten och ingår i Byskeälvens huvudavrinningsområde. Sjön har en area på 0,0426 kvadratkilometer och ligger 312 meter över havet. Sjön avvattnas av vattendraget Långträskån.

## Delavrinningsområde
Kvarnselet ingår i det delavrinningsområde (725411-170740) som SMHI kallar för Ovan Gäddträskån. Medelhöjden är 304 meter över havet och ytan är 36,86 kvadratkilometer. Räknas de 6 avrinningsområdena uppströms in blir den ackumulerade arean 147,92 kvadratkilometer. Långträskån som avvattnar avrinningsområdet har biflödesordning 2, vilket innebär att vattnet flödar genom totalt 2 vattendrag innan det når havet efter 85 kilometer. Avrinningsområdet består mestadels av skog (75 procent) och sankmarker (22 procent). Avrinningsområdet har 0,3 kvadratkilometer vattenytor vilket ger det en sjöprocent på 0,8 procent.